# 2014年全仏オープン
2014年 全仏オープン（2014ねんぜんふつオープン、Internationaux de France de Roland-Garros 2014）は、フランス・パリにある「スタッド・ローラン・ギャロス」にて、2014年5月25日から6月8日まで開催された。

## シニア

### 男子シングルス
ラファエル・ナダル def.  ノバク・ジョコビッチ, 3–6, 7–5, 6–2, 6–4
- ナダルは5年連続9度目の優勝である。オープン化以降では大会5連覇と同一大会の4大大会9勝初は史上初である[1]。

### 女子シングルス
マリア・シャラポワ def.  シモナ・ハレプ, 6-4, 6-7(5), 6-4
- シャラポワは2年ぶり2度目の優勝[2]。女子シングルス決勝の試合時間3時間2分は1996年の3時間4分に次ぐ2番目の最長試合となった[3]。

### 男子ダブルス
ジュリアン・ベネトー /  エドゥアール・ロジェ＝バセラン def.  マルセル・グラノリェルス /  マルク・ロペス, 6-3, 7-6(1) 
- ベネトーとロジェ＝バセランは4大大会初優勝である。フランスペアの大会優勝は1984年のヤニック・ノアとアンリ・ルコント以来30年ぶりである[4]。

### 女子ダブルス
謝淑薇 /  彭帥 def.  サラ・エラニ /  ロベルタ・ビンチ, 6–4, 6–1
- 謝淑薇と彭帥は初優勝である。2013年ウィンブルドン選手権以来の4大大会2勝目を挙げた。

### 混合ダブルス
アンナ＝レナ・グローネフェルト /  ジャン＝ジュリアン・ロイヤー def.  ユリア・ゲルゲス /  ネナド・ジモニッチ, 4-6, 6-2, [10-7]